# Kabel głośnikowy

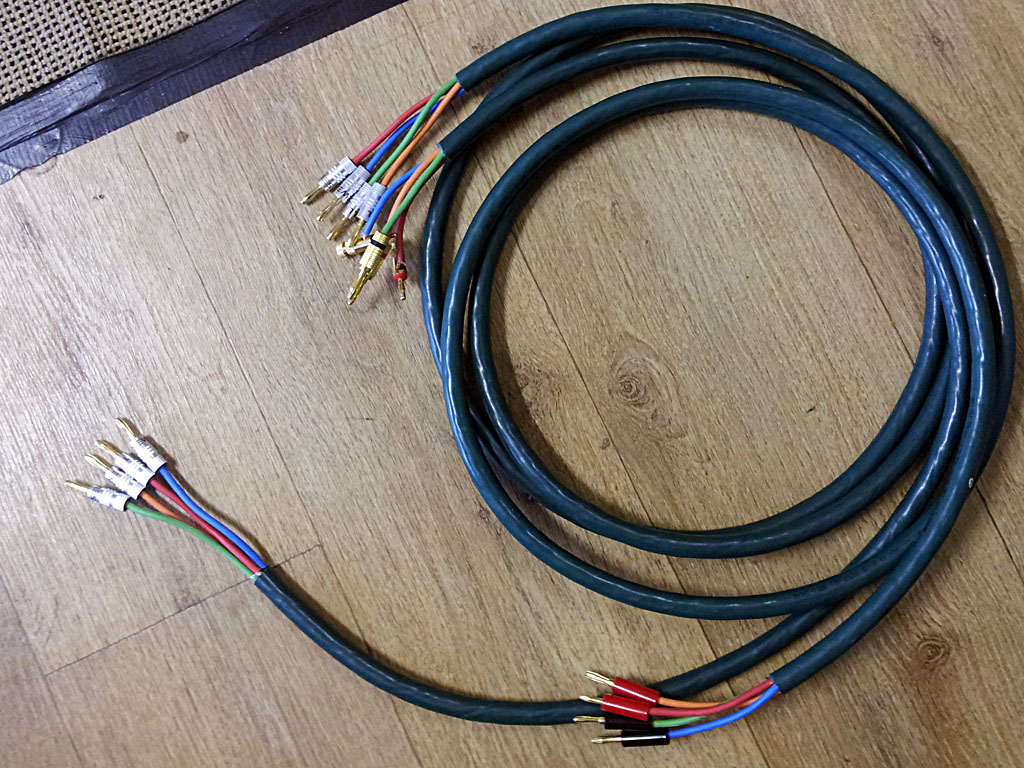
Kable głośnikowe

Kabel głośnikowy – kabel mający za zadanie przeniesienie sygnału wysokopoziomowego ze wzmacniacza dźwięku do głośnika lub kolumny głośnikowej. Zbudowany jest przeważnie z dwóch przewodów w izolacji z tworzywa sztucznego. Najczęściej opisywany jest przez pole powierzchni przewodnika, wyrażone w milimetrach kwadratowych, np.: 2 x 1,5 mm2, 2 x 2,5 mm2, itd. W oznaczeniach stosowana jest także jednostka AWG.
Kabel o większej średnicy stawia sygnałowi mniejszy opór.